# Hello Goodbye – Entscheidung aus Liebe
Hello Goodbye – Entscheidung aus Liebe, auch bekannt als Tel Aviv Rendezvous (Originaltitel: Hello Goodbye), ist eine französisch-italienisch-israelische Filmkomödie aus dem Jahr 2008 mit Fanny Ardant und Gérard Depardieu in den Hauptrollen.

## Handlung
Gisèle und Alain Gaash sind ein französisch-jüdisches Ehepaar Mitte 50, das in Paris ein komfortables Leben führt. Alain ist Gynäkologe und Gisèle konvertierte für ihn einst zum jüdischen Glauben. Nach der Hochzeit ihres Sohns überredet Gisèle ihren Mann zu einer Reise nach Israel, wo sie daraufhin glückliche Tage zu zweit verbringen. Zurück in Frankreich will Gisèle unbedingt ein neues Leben in Tel Aviv beginnen. Alain ist von dieser Idee alles andere als angetan und hofft, seiner Frau würde ein neues Auto genügen. Als diese jedoch mit Scheidung droht, willigt Alain schließlich ein.
Erneut in Israel angekommen, stellt sich das neue Leben als schwieriger heraus als erwartet: Alains sicher geglaubte Anstellung in einem Krankenhaus wird gestrichen, das angezahlte Haus wird nicht fertig und der Container mit ihren Möbeln ist auf der Überfahrt über Bord gegangen. Zudem sprechen beide kein Wort Hebräisch. Während Alain zu verzweifeln droht, passt sich Gisèle mit Enthusiasmus an ihre neue Umgebung an. Auch will sie unbedingt am religiösen jüdischen Leben teilhaben und lernt dabei den jungen Rabbi Yossi kennen. Auf ihr Drängen hin entschließt sich Alain, seine Beschneidung nachzuholen, die, obwohl er Jude ist, bei ihm nie durchgeführt wurde.
Um Geld zu verdienen, nimmt Alain einen Job als Autowäscher an. Gisèle glaubt derweil, er arbeite weiterhin als Arzt. Als Alain in einem Restaurant einer Schwangeren bei der Geburt hilft, wird ihm klar, dass er in seinen alten Beruf und sein altes Leben zurückwill, zumal er überzeugt ist, dass Gisèle ihn mit Rabbi Yossi betrügt. Gisèle fühlt sich durchaus zu Yossi hingezogen, doch weist sie dieser bei einem Annäherungsversuch zurück. Als Alain die Rückkehr nach Paris beschließt, weigert sich Gisèle, mit ihm zu gehen. Am Flughafen wird Alain von der israelischen Polizei festgenommen. Nachdem er die Beamten überzeugt hat, kein Staatsfeind zu sein, kehrt er zu Gisèle nach Tel Aviv zurück. Sie ist jedoch nicht mehr da. Sie war ihm zum Flughafen gefolgt, wo sich beide daraufhin glücklich in die Arme fallen. Sie beschließen, in Israel zu bleiben und es erneut miteinander zu versuchen.

## Hintergrund

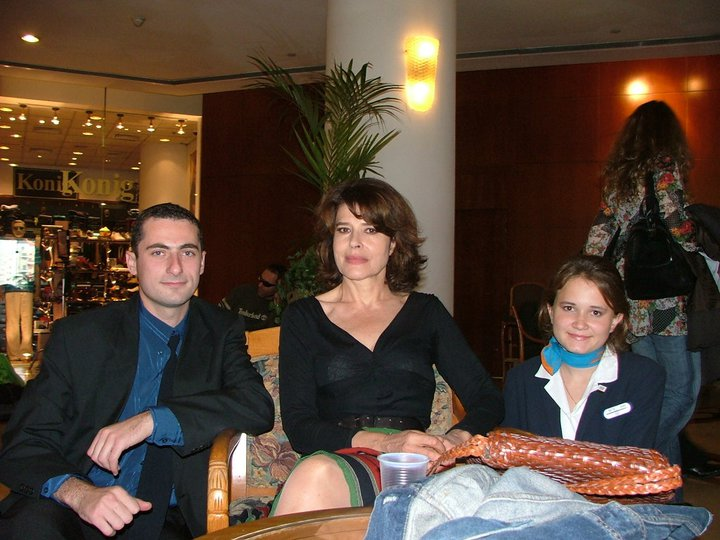
Fanny Ardant während einer Drehpause in Israel

Für Fanny Ardant und Gérard Depardieu war es das fünfte Mal, dass sie in einem Film ein Liebespaar spielten. Gedreht wurde an Originalschauplätzen in Israel, unter anderem in Tel Aviv und an der Klagemauer in Jerusalem. Das Budget des Films lag bei 4,6 Millionen Euro.
Die Filmkomödie wurde am 26. November 2008 in Frankreich uraufgeführt. In Deutschland wurde Hello Goodbye – Entscheidung aus Liebe erstmals im Juli 2009 auf DVD veröffentlicht. Am 1. August 2010 wurde der Film von der ARD erstmals im deutschen Fernsehen gezeigt.

## Kritiken
Das Lexikon des internationalen Films bezeichnete Hello Goodbye – Entscheidung aus Liebe als „[w]eitgehend gescheiterte Komödie ohne Ziel und Richtung“, in der besonders „die Motivationen der Protagonisten unklar bleiben“. Der Film sei „[n]icht mehr als ein Werbeprospekt für Israel“.
„Selbst Gérard Depardieu und Fanny Ardant bringen diese Komödie nicht in Schwung“, befand auch Cinema. Im Film lasse sich bei „all dieser bemühten Witzigkeit“ mitunter auch erkennen, „welches Potenzial an Satire und Slapstick hier über den Jordan gegangen ist“. Herausgekommen sei eine „[m]üde Nummernrevue statt spitzer Satire“. Prisma zufolge handle es sich um eine „nicht sonderlich originelle, aber dennoch witzig-skurrile Regiearbeit von Graham Guit“, in der sich die beiden Hauptdarsteller „einmal mehr verbal gekonnt die Bälle zu[spielen]“.

## Deutsche Fassung
Die deutsche Synchronfassung entstand bei der Splendid Synchron GmbH in Köln. Für das Dialogbuch und die Dialogregie war Bernd Nigbur zuständig.
| Rolle              | Darsteller            | Synchronsprecher    |
| ------------------ | --------------------- | ------------------- |
| Gisèle Gaash       | Fanny Ardant          | Traudel Haas        |
| Alain Gaash        | Gérard Depardieu      | Manfred Lehmann     |
| Simon Gash         | Jean Benguigui        | Renier Baaken       |
| Yossi              | Lior Ashkenazi        | Stephan Schleberger |
| Polizeichef        | Sasson Gabai          | Jürg Löw            |
| Siletsky           | Gilles Gaston-Dreyfus | Gregor Höppner      |
| Shapiro            | Manu Payet            | Markus Pfeiffer     |
| Saint-Alban        | Jean-Michel Lahmi     | Marcus Off          |
| Madame Saint-Alban | Muriel Combeau        | Katja Liebing       |